# Trox perrieri
Trox perrieri är en skalbaggsart som beskrevs av Leon Fairmaire 1899. Trox perrieri ingår i släktet Trox och familjen knotbaggar. Inga underarter finns listade i Catalogue of Life.